# TCDD E8000
TCDD Е8000 — электропоезд, построенных французской компанией Alstom для Турецких государственных железных дорог (TCDD) в 1955 и 1962—1963 годах. В 2010 году поезда начали заменять на более современные. В 2011 году был списан последний поезд.
Длина одного вагона составляет 27 метров. Максимальная скорость — 90 км/ч.